# Ottavio Spadaro
Ottavio Spadaro (Catania, 2 gennaio 1922 – Roma, 29 gennaio 1996) è stato un regista, sceneggiatore e direttore artistico italiano.

## Biografia
Ottavio Spadaro, dopo la laurea in giurisprudenza, nel 1948 si diplomò all’Accademia nazionale d'arte drammatica con l’allestimento de Il cane dell'ortolano di Lope de Vega.
La sua prima regia da professionista è stata Corruzione al Palazzo di giustizia di Ugo Betti, (Teatro delle Arti di Roma il 7 gennaio 1949). Da quella messa in scena nacque un’amicizia che si concretizzò con numerosi allestimenti dei testi di Ugo Betti per il teatro, la radio e la televisione.
Numerosi gli allestimenti di testi di Luigi Pirandello, come pure le sceneggiature delle sue novelle per la serie Il mondo di Pirandello, in 5 episodi diretti da Luigi Filippo D'Amico e trasmessi dalla Rai nel marzo-aprile 1968.
Per la televisione curò l'adattamento e la regia di alcuni romanzi (Antonello capobrigante calabrese di Vincenzo Padula, Il segreto di Luca di Ignazio Silone, L'avventura di un povero cristiano di Ignazio Silone, Il figlio di due madri di Massimo Bontempelli). Numerosi anche gli adattamenti radiofonici.
Venne nominato direttore artistico del Teatro Stabile di Trieste (stagioni 1954-1955 e 1955-1956) e del Teatro Stabile di Napoli (stagione 1962-1963).
Nel 1965 fu nominato segretario dell'Istituto del Dramma Italiano. In conseguenza di tale mansione partecipò alle riunioni della Commissione per assegnazione dei premi IDI e curò la redazione dell’Annuario del Teatro Italiano di varie annate.
Come articolista collaborò a riviste specializzate: "Rivista italiana di drammaturgia" (Istituto del Dramma Italiano), "Teatro scenario" (Aldo Garzanti Editore), "Sipario", "Studi romani" (Istituto di Studi Romani).
Nel 1964 con Rosana Pistolese, Dario Cecchi e Nello Ponente partecipò alla fondazione dell'Accademia di costume e di moda.

## Prosa televisiva Rai
- Processo Karamazov o La leggenda del Grande Inquisitore di Diego Fabbri, trasmesso il 12 gennaio 1962.
- Il burattinaio di Arthur Schnitzler, trasmesso il 30 agosto 1962.[9]
- L’aiuola bruciata di Ugo Betti, trasmesso il 1º ottobre 1962.
- L’arma gentile di John Alldridge, trasmesso il 3 luglio 1964.
- Antonello capobrigante calabrese di Vincenzo Padula, trasmesso l'8 luglio 1964.[10]
- La ragione degli altri di Luigi Pirandello, trasmesso il 13 gennaio 1965.
- Inquisizione di Diego Fabbri, trasmesso il 10 dicembre 1965.
- Corruzione al Palazzo di giustizia di Ugo Betti, trasmesso il 11 febbraio 1966.
- Scrollina di Achille Torelli, trasmesso il 2 marzo 1966.
- Un nemico del popolo di Henrik Ibsen, trasmesso il 24 maggio 1967.
- La versione Browning di Terence Rattigan, trasmesso il 30 giugno 1967.
- Cavalleria rusticana di Giovanni Verga, trasmesso il 25 luglio 1967.
- Il vento notturno di Ugo Betti, trasmesso il 3 dicembre 1968.
- La regina e gli insorti di Ugo Betti, trasmesso il 28 gennaio 1969.
- Il segreto di Luca, dal romanzo di Ignazio Silone, 4 puntate trasmesse dall’11 maggio al 1 giugno 1969.
- L'anitra selvatica di Henrik Ibsen, trasmesso il 20 maggio 1970.
- Il viaggiatore senza bagaglio di Jean Anouilh, trasmesso il 25 settembre 1970.
- Matrimonio fra sconosciuti di Reginald Rose, trasmesso il 11 aprile 1971.
- Albertina di Valentino Bompiani, trasmesso il 25 giugno 1971.
- La signora Morli, una e due di Luigi Pirandello, trasmesso il 2 giugno 1972.
- Una donna senza importanza di Oscar Wilde, trasmesso il 15 dicembre 1972.
- Don Giovanni di Molière, regia teatrale di Giulio Bosetti, trasmesso il 6 aprile 1973.
- Marito e moglie di Ugo Betti, trasmesso il 4 maggio 1973.
- L'avventura d'un povero cristiano di Ignazio Silone, trasmesso il 28 giugno 1974.
- Lo specchio lungo di John Boynton Priestley, trasmesso il 28 febbraio 1975.
- Il figlio di due madri di Massimo Bontempelli, trasmesso il 16 e 23 maggio 1976.
- La villa di Giovanni Guaita, 4 puntate trasmesse dal 28 agosto al 18 settembre 1977.

## Prosa radiofonica Rai

### Autore
- Concerto in tre, regia di Giulio Rolli, trasmesso il 23 novembre 1955.
- Concerto in tre, regia di Dante Raiteri, trasmesso il 18 luglio 1959.[11]

### Regista
- Lumie di Sicilia di Luigi Pirandello, trasmessa 11 novembre 1956.
- Antonello capobrigante calabrese di Vincenzo Padula, trasmesso il 7 luglio 1960.[12]
- Processo Karamazov o La leggenda del Grande Inquisitore di Diego Fabbri, trasmesso il 23 marzo 1961.
- Delitto all’isola delle capre di Ugo Betti, trasmesso il 19 aprile 1961.
- L'avaro di Molière, trasmesso l'8 giugno 1961.
- Marionette, che passione! di Pier Maria Rosso di San Secondo, trasmesso il 12 luglio 1961.
- Colombe di Jean Anouilh, trasmessa il 31 gennaio 1962.
- Occhi consacrati di Roberto Bracco, trasmesso il 15 marzo 1962.
- Il ritorno di Max Aub, trasmesso il 3 agosto 1962.
- Le acque di Beniamino Joppolo, trasmesso il 1⁰ aprile 1963.
- Corruzione al Palazzo di giustizia di Ugo Betti, trasmesso il 7 giugno 1963.
- Antigone Lo Cascio[13] di Giulio Gatti, trasmesso il 27 settembre 1963.
- Le forze[14] di Ezio D'Errico, trasmesso il 16 gennaio 1964.
- La guardia vigilante e Il quadro delle meraviglie di Miguel de Cervantes, trasmesse il 19 giugno 1964.
- Pari di Luigi Pirandello, trasmesso il 28 settembre 1964.
- Un sognatore per un popolo di Antonio Buero Vallejo, trasmesso il 22 gennaio 1965.
- La stagione della paura di Luigi Malerba, trasmesso il 15 febbraio 1965.
- O di uno o di nessuno di Luigi Pirandello, trasmesso il 9 aprile 1965.
- Il falco d'argento di Stefano Landi, trasmesso il 6 agosto 1965.
- Marito e moglie di Ugo Betti, trasmesso il 21 gennaio 1966.
- Antigone di Sofocle, trasmesso l'8 febbraio 1966.
- Il borgomastro di Gert Hofmann, trasmesso il 28 marzo 1966.
- Giorno d’ottobre di Georg Kaiser, trasmesso il 30 maggio 1966.
- Elena di Euripide, trasmesso il 25 luglio 1966.
- Incidente all'udienza, da Ugo Betti, trasmesso il 23 gennaio 1967.[15]
- Romolo il Grande di Friedrich Dürrenmatt, trasmesso il 20 marzo 1967.
- Terno secco di Matilde Serao, trasmesso il 9 maggio 1967.
- In difesa di un ribelle di Emmanuel Roblès, trasmesso il 16 agosto 1967.
- Formalità, racconto di Luigi Pirandello, trasmesso il 23 dicembre 1967.
- Il beniamino infelice di Stefano Landi, trasmesso il 4 marzo 1968.
- Schiavo d'amore di William Somerset Maugham, 20 puntate trasmesse dal 20 maggio al 17 giugno 1968.
- Pena di vivere così, racconto di Luigi Pirandello, trasmesso il 4 gennaio 1969.
- Ti assolvo per insufficienza del giudice di Mario Chiocchio, trasmesso il 20 agosto 1969.
- I nomi del potere di Jerzy Broszkiewicz, trasmesso il 19 gennaio 1969.
- Il ragno di Sem Benelli, trasmesso il 4 febbraio 1970.
- L'educazione sentimentale di Gustave Flaubert, 6 puntate trasmesse dal 7 febbraio al 14 marzo 1970.
- I nuovi pagani di Nicola Saponaro, trasmesso il 16 marzo 1970.
- Vexilla Regis, racconto di Luigi Pirandello, trasmesso l'11 maggio 1970.
- Il viaggiatore senza bagaglio di Jean Aniuilh, trasmesso il 15 settembre 1970.
- Recitazione della controversia liparitana dedicata ad A.D. di Leonardo Sciascia, trasmesso l'8 febbraio 1971.
- L’avventura di Ernesto di Ercole Patti, trasmesso il 13 dicembre 1971.
- Sister Carrie di Theodore Dreiser, 15 puntate trasmesse dal 23 gennaio al 9 febbraio 1973.
- Storia di una capinera di Giovanni Verga, 5 puntate trasmesse dal 12 al 17 marzo 1973.
- Simone Weil, operaia della verità di Amleto Micozzi, 15 puntate trasmesse dal 9 al 27 dicembre 1974.
- Un muro di nebbia di Ottavio Spadaro, 10 puntate trasmesse dal 16 al 27 febbraio 1976.
- Le due frecce di Aleksandr Volodin, trasmesso il 27 marzo 1977.
- Per una giovanetta che nessuno piange[16] di Renato Mainardi, trasmesso il 9 ottobre 1977.
- Senilità di Italo Svevo, 10 puntate trasmesse dal 30 marzo al 10 aprile 1978.
- La casa sull’acqua di Ugo Betti, trasmesso il 29 gennaio 1981.
- Ottocento di Salvator Gotta, 18 puntate trasmesse dal 9 al 28 febbraio 1981.
- Un cappello pieno di pioggia di Michael V. Gazzo, trasmesso il 18 gennaio 1982.
- Il consiglio d'Egitto di Leonardo Sciascia, 10 puntate trasmesse dal 8 al 19 febbraio 1982.
- I giullari di Dio di Morris West, 20 puntate trasmesse dal 6 giugno al 1 luglio 1983.
- Gli abusivi di Turi Vasile, trasmesso il 4 ottobre 1984.
- Un vero paradiso di Richard Aldington, 12 puntate trasmesse dall’11 al 27 novembre 1984.
- Provenienza di Frank McDonald, 20 puntate trasmesse dal 15 novembre al 12 dicembre 1985.
- Il prezzo dell’amore di Roberto Bracco, trasmesso il 13 dicembre 1985.
- Francesco e la Povera Dama di Giovanni Gigliozzi, 15 puntate trasmesse dal 23 dicembre 1985 al 10 gennaio 1986.
- Come prima, meglio di prima di Luigi Pirandello, trasmesso il 18 ottobre 1986.

## Teatro
- Il cane dell'ortolano di Lope de Vega, Teatro Quirino di Roma, 6 Luglio 1948. (saggio di fine corso)
- Corruzione al Palazzo di giustizia di Ugo Betti, Teatro delle Arti di Roma, 7 gennaio 1949.
- Gli affetti di famiglia di Alba De Céspedes e Agostino Degli Espinosa, Teatro delle Arti di Roma, 24 Maggio 1952. (Prima rappresentazione italiana)
- La scuola dei padri di Stefano Pirandello, Trieste (stagione 1954-1955)
- Il diluvio di Ugo Betti[17]
- La fuggitiva di Ugo Betti, Teatro Stabile di Trieste, 23 novembre 1955.
- Anfitrione di Tito Maccio Plauto, Teatro Stabile di Trieste, 9 dicembre 1955.
- Inferiorità di Italo Svevo, Teatro Stabile di Trieste, 20 marzo 1956.
- Lumie di Sicilia di Luigi Pirandello, Teatro Stabile di Trieste, 20 marzo 1956.
- Jenny nel frutteto di Charles Thomas, Teatro Stabile di Trieste, 20 marzo 1956.
- Le vergini di Marco Praga, Teatro di Corte a Napoli, 22 dicembre 1956.
- Le esperienze di Giovanni Arce, filosofo di Rosso di San Secondo, Teatro delle Arti di Roma, 26 novembre 1957.
- La rivolta dei giovani di Guido Rocca, Teatro Lirico di Milano, 8 marzo 1960.
- Processo Karamazov o Leggenda del Grande Inquisitore di Diego Fabbri, Teatro della Cometa di Roma, 22 dicembre 1960.
- La ragione degli altri di Luigi Pirandello, Teatro della Cometa di Roma, 22 aprile 1961.
- Il muro del silenzio di Paolo Messina, Teatro Mercadante di Napoli, 8 marzo 1962.
- Il Negromante di Ludovico Ariosto, Teatro Mercadante di Napoli, 27 ottobre 1962.
- Romulus il grande di Friedrich Dürrenmatt, Teatro Mercadante di Napoli, 16 novembre 1962.
- La gabbia vuota di Nicola Manzari, Teatro Centrale di Roma, 2 ottobre 1967.
- Tutto per bene di Luigi Pirandello (1971)
- Il berretto a sonagli di Luigi Pirandello, Teatro Centrale di Roma, 3 novembre 1987.